# Guerras italianas (1494-1559)
Las guerras italianas, también conocidas como las Grandes Guerras Italianas y las Guerras de Italia, fueron una serie de conflictos sucedidos entre 1494 y 1559 que implicaron, en distintas ocasiones, a los principales Estados de la Europa Occidental: Francia, Corona de Castilla, Corona de Aragón, Sacro Imperio Romano Germánico, Inglaterra, la República de Venecia, los Estados Pontificios y la mayoría de las ciudades-estado italianas, así como también el Imperio otomano.
Inicialmente se trató de una disputa dinástica acerca de los derechos hereditarios de Francia sobre el Ducado de Milán y el Reino de Sicilia Citerior, pero las guerras se convirtieron rápidamente en luchas territoriales y de poder entre los distintos participantes, que estuvieron marcadas por juegos de alianzas, contra-alianzas y frecuentes traiciones.

## Preludio

Italia a la muerte de Fernando I de Nápoles (1494).

La península itálica había sufrido durante la Edad Media numerosos y constantes conflictos entre las diversas entidades políticas que ocupaban su territorio.
Sin embargo, en la segunda mitad del siglo XV, aunque frágil, se alcanzó cierta estabilidad. En el norte, el Tratado de Lodi (4 de abril de 1454) puso fin a las guerras de Lombardía y trajo la paz para el desarrollo de los posteriores y florecientes gobiernos de Cosme y Lorenzo de Médicis en Florencia. En el sur, la Casa de Aragón, que reinaba en Sicilia Ulterior (desde 1282), Cerdeña (1323) y Sicilia Citerior(1442), mantenía su hegemonía e integridad apoyada en la fuerza disuasoria que le confería su potente armada.
Sicilia Citerior (conocida también como Reino de Nápoles), por cuya disputa se iniciaron las guerras de Italia, pertenecía a la Corona de Aragón desde que, en 1442, Alfonso V el Magnánimo se la arrebató a Renato de Anjou. Desde entonces estaba regida por monarcas de la dinastía aragonesa, lo que en la práctica lo convertía en un protectorado del rey de Aragón. Además era feudatario del Papa.

## Conflictos

### Primera guerra italiana (1494-1498)
Creyendo haber neutralizado a Fernando el Católico mediante el tratado de Barcelona (1493), tras la muerte de Fernando I de Sicilia Citerior (1494) Carlos VIII de Francia intenta obtener para sí, esgrimiendo su parentesco con Renato de Anjou, la soberanía de ese reino. Al no acceder el papa Alejandro VI a coronarle, decide satisfacer sus pretensiones manu militari: En una rápida campaña, en la que sólo Venecia y el Papado se le oponen, sus ejércitos recorren toda la península italiana y ocupan Nápoles.
En abril de 1495 se forma la llamada Liga de Venecia (Milán, Venecia, el Sacro Imperio Romano Germánico, España y los Estados Pontificios) para combatir contra el invasor.
La batalla de Fornovo (6 de julio de 1495) concluyó sin un vencedor militar claro, pero tras ella Carlos VIII tuvo que evacuar sus tropas del norte de Italia. En el sur, con inferioridad numérica y procurando por ello evitar un gran enfrentamiento a campo abierto con ellos, el Gran Capitán consiguió no ser expulsado de la península por los franceses. Sin embargo, en contra de su criterio, su superior Fernando II de Nápoles le obligó a presentar batalla junto a él en Seminara (28 de junio de 1495), donde fueron vencidos por Bérault Stuart d'Aubigny.
Los españoles siguieron resistiendo y tras recibir refuerzos pasaron a la ofensiva y tomaron varias plazas fuertes al norte de la posición que ocupaba Stuart con el grueso de su ejército. Mientras tanto Ferrandino, valiéndose de una insurrección popular, consiguió acorralar a Gilberto de Montpensier en dos castillos de Nápoles, y después expulsarlo de la ciudad. Fernando el Católico abrió otro frente en los Pirineos con Francia, para que esta desviara soldados y recursos hacia allá. La victoria del Gran Capitán en Cosenza estrechó aún más el cerco sobre Montpensier, que acantonó sus hombres en Atella. Los aliados tomaron la fortaleza en julio de 1496, y Francia quedó a partir de entonces en clara desventaja.
Los últimos episodios militares notables de la guerra fueron las conquistas españolas de Roccaguglielma y Diano, en 1497. El 4 de agosto de 1498 Fernando el Católico firmó con Luis XII, el sucesor de Carlos VIII, el Tratado de Marcoussis, concluyendo así definitivamente el conflicto.

### Guerra italiana de 1499-1501

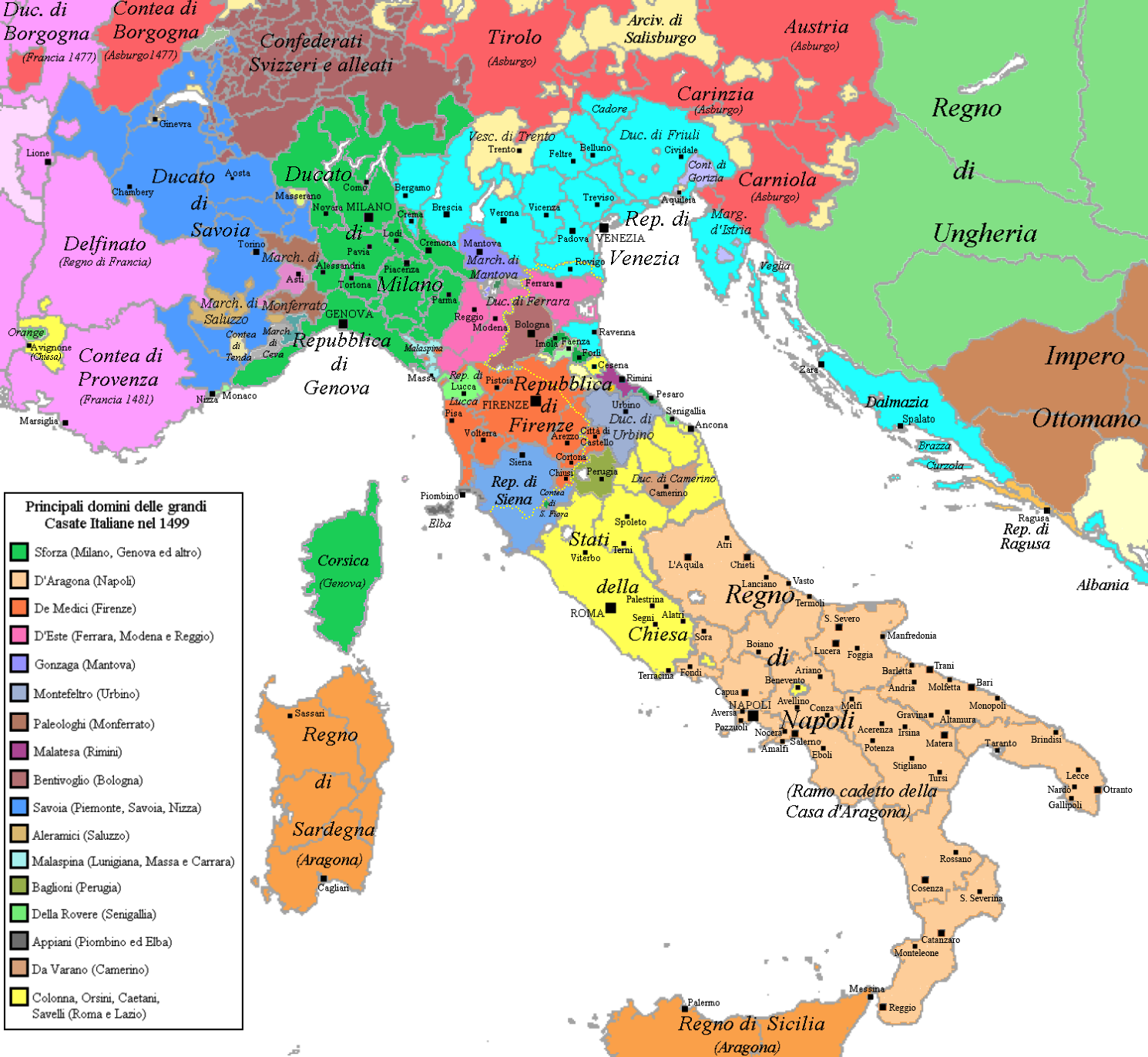
Señoríos italianos en 1499

El nuevo rey francés, Luis XII, siguiendo la política de su antecesor, siguió reclamando para sí el ducado de Milán y el reino de Nápoles. Con la intención de ocupar el norte de Italia por la vía militar pactó alianzas con la república de Venecia, a la que ofreció a cambio de su ayuda Cremona, y con Alejandro VI y su hijo César Borgia, a quienes ofreció territorios en la Romaña. En agosto de 1499 un ejército francés cruzó los Alpes y marchó sobre el Milanesado, bajo el gobierno del duque Ludovico Sforza. Ante la superioridad militar francesa, este abandonó Milán, que fue ocupado por Gian Giacomo Trivulzio al mando de las tropas de Luis XII.
Sforza buscó la ayuda de los turcos del sultán Bayaceto (enfrentado ya desde antes con Venecia), y reclutó un ejército de mercenarios suizos con los que en enero consiguió recuperar las principales ciudades del ducado, pero en abril fue traicionado por los soldados suizos en Novara, siendo apresado al igual que su hermano Ascanio.
César Borgia, mientras tanto, tomó Imola, Forli, Rímini, Pésaro y Faenza, en la Romaña, ante la pasividad o la prudencia de los pequeños estados vecinos, temerosos del enfrentamiento contra la coalición franco-veneciana-papal.

### Guerra de Nápoles (1501-1504)
Conquistado el norte de la península y antes de atacar Sicilia Citerior, Luis XII buscó la alianza con la única potencia militar capaz de frenar su avance hacia el sur: en noviembre de 1500 firmó con Fernando II de Aragón el tratado de Granada, por el que ambos acordaban dividirse el reino de Sicilia Citerior: el sur quedaría para la corona de Aragón, anexándose a Sicilia Ulterior, y el norte para Francia, formándose el Reino de Nápoles. En marzo de 1501 las tropas de Gonzalo Fernández de Córdoba ocuparon Calabria y Apulia, y en el verano siguiente los franceses avanzaron desde el norte y tras tomar Génova conquistaron el Abruzzo y Campania. El rey Federico de Sicilia Citerior, sin dinero ni ejército tras la guerra anterior, fue incapaz de contener el avance de ambos contendientes; en octubre fue depuesto y su reino dividido.

Pronto surgieron entre Francia y España los desacuerdos sobre los términos de la partición: la posesión de las provincias centrales de Sicilia Citerior no había sido especificada en el tratado de Granada. En los enfrentamientos armados que se siguieron, las tropas del Gran Capitán derrotaron contundentemente a las francesas a lo largo de 1503 en las batallas de Ruvo, Seminara, Ceriñola y Garellano.

En 1504 Luis XII cedió el Reino de Nápoles a Fernando de Aragón mediante el tratado de Lyon. Nápoles absorbió todo el territorio que había sido de Sicilia Citerior antes de su partición, y permaneció bajo soberanía española hasta 1707.

### Guerra de la Liga de Cambrai (1508-1516)

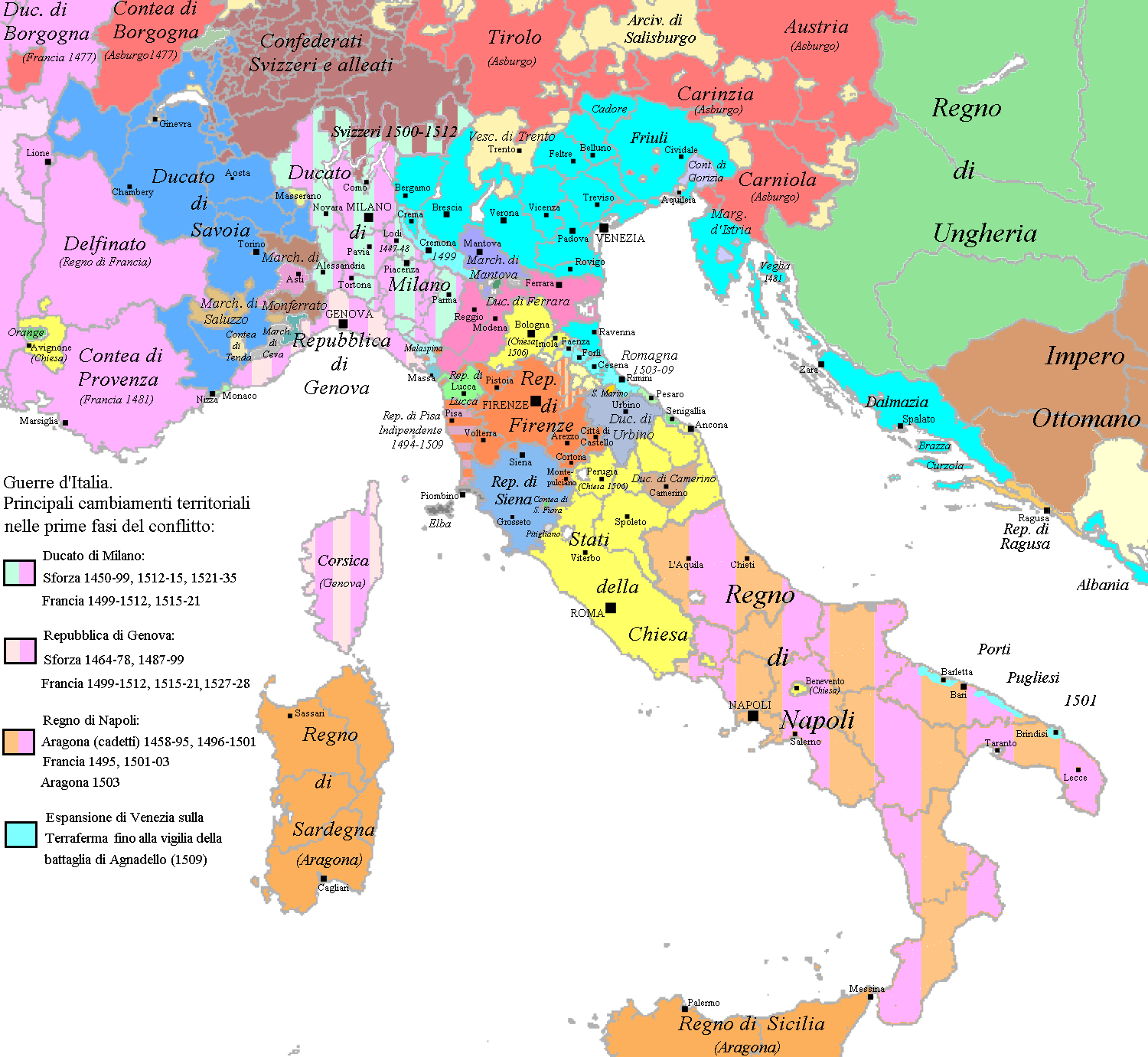
Cambios territoriales entre 1495 y 1535

El papa Julio II formó la Liga de Cambrai en 1508, cuyo objetivo era frenar la expansión territorial de la República de Venecia. Estaba formada por Francia, el Papado, España y el Sacro Imperio Romano. Aunque la Liga destruyó gran parte del ejército veneciano en la batalla de Agnadello en 1509, no logró la captura de Padua. En 1510 la Liga se derrumbó y Julio declaró la guerra a Francia, aliándose con Venecia. Después de un año de combates, se formó una Liga Santa contra los franceses, que logró expulsar a estos de Italia. En 1512 Venecia forjó una alianza con los franceses, con lo cual dio un nuevo rumbo a la guerra y alcanzó la victoria en la Batalla de Marignano (1515). La paz se firmó en 1516, y el resultado fue el retorno al statu quo de 1508.

### Guerra italiana de 1521-1526

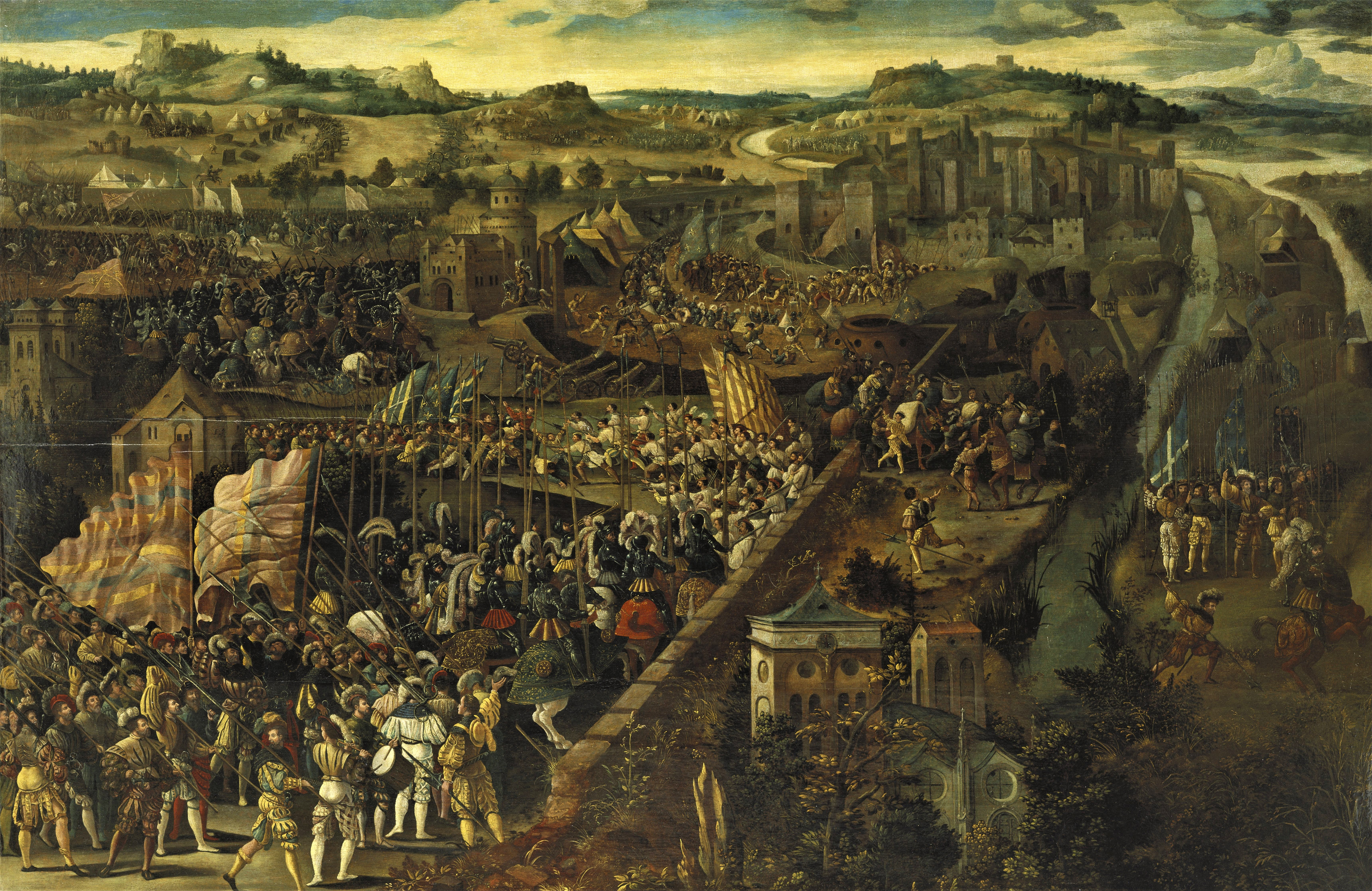
La Batalla de Pavía, pintura de un artista flamenco desconocido.

Tras la muerte en 1519 de Maximiliano I de Habsburgo, emperador del Sacro Imperio Romano Germánico, Carlos I de España fue designado como su sucesor, formando un estado que ocupaba casi la mitad del territorio europeo. Francisco I de Francia, que había optado a la sucesión del imperio de Maximiliano, aprovechó la invasión española de Navarra para comenzar una guerra contra España: las tropas francesas marcharon hacia Italia con el intento de desalojar a Carlos I de Nápoles. Los franceses serían superados por los ejércitos españoles de Fernando de Ávalos, sufriendo serias derrotas en las batallas de Bicoca y Sesia. El propio Francisco I dirigió a sus tropas internándose en Lombardía en 1525, siendo derrotado en la batalla de Pavía, donde fue hecho prisionero. Desde su encierro se vio obligado a hacer grandes concesiones a España sobre sus territorios en Italia.

### Guerra de la liga de Cognac (1526-1529)
En 1526 el papa Clemente VII, alarmado por el creciente poder del Imperio español, se alió con Francia, Venecia, Florencia y otros pequeños estados en Italia formando la liga de Cognac para combatir a Carlos I.
Venecia rehusó contribuir a la alianza con tropas, y tras la retirada de las tropas francesas de Lombardía, las fuerzas españolas tomaron Florencia, y en 1527 saquearon Roma. El papa fue apresado por las tropas del imperio. La guerra terminó con la firma de la paz de Cambrai en 1529, mediante la cual Francia se retiraba de la guerra. Venecia firmó la paz con España, mientras Florencia fue colocada bajo el gobierno de los Médici.

### Guerra italiana de 1536-1538
La tercera guerra entre Carlos I de España y Francisco I de Francia comenzó con la muerte de Francesco Maria Sforza, duque de Milán. Cuando Felipe (el hijo de Carlos) heredó el ducado, Francisco invadió Saboya, conquistando Turín, pero fracasando en su intento de tomar Milán. En respuesta a la invasión francesa Carlos invadió Provenza, la campaña de Francia de 1536, avanzando hacia Aix-en-Provence, pero prefirió retirarse hacia España antes que atacar la fortaleza de Aviñón. La guerra terminó con la tregua de Niza, dejando Turín en manos francesas pero sin más cambios significativos en el mapa italiano.

### Guerra italiana de 1542-1546
Francisco I, aliado con Solimán I del Imperio otomano lanzó una invasión final de la península italiana. Una flota conjunta franco-otomana capturó la ciudad de Niza en agosto de 1543 y puso asedio a la ciudadela. Los defensores fueron socorridos un mes más tarde por las tropas imperiales, que consiguieron levantar el asedio. Los franceses, bajo el mando de François, conde de Enghien, derrotaron a las fuerzas del Sacro Imperio en la batalla de Cerisoles en 1544, pero fracasaron en su intento de penetrar en Lombardía. Carlos I de España y Enrique VIII de Inglaterra se unieron en la invasión del norte de Francia, sitiando Boulogne-sur-Mer y Soissons. La falta de colaboración entre ingleses y españoles y los agresivos ataques otomanos llevaron a Carlos a abandonar estas conquistas, restaurando el statu quo una vez más.

### Guerra italiana de 1551-1559

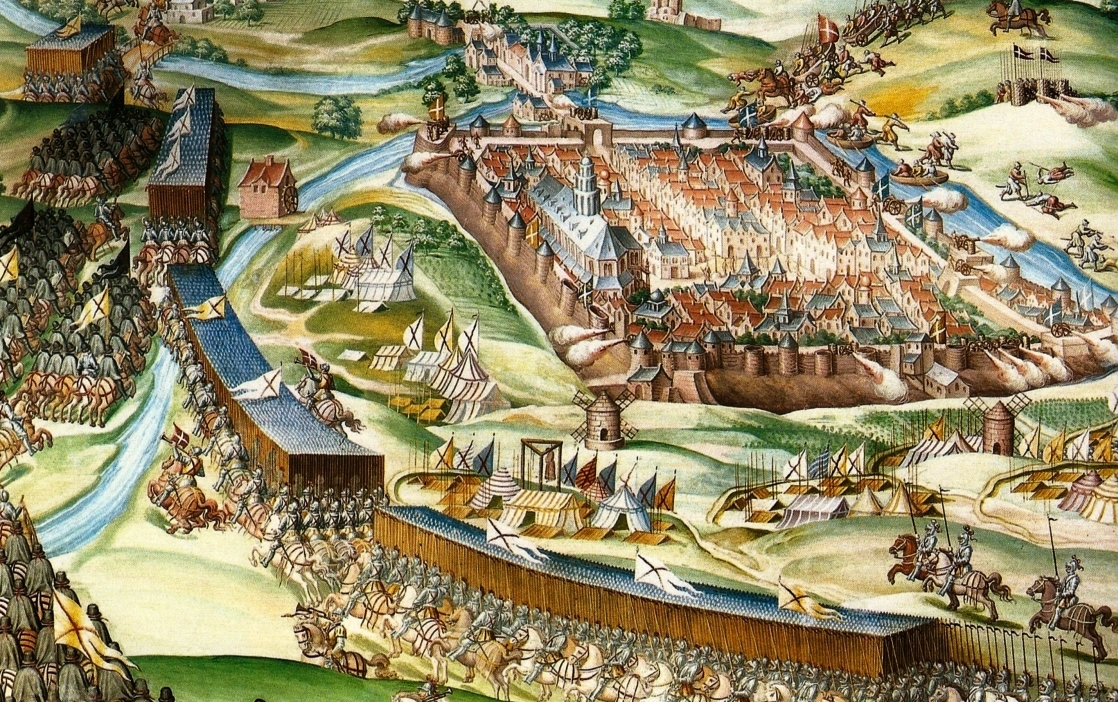
Asedio de San Quintín

En 1547, Enrique II de Francia, que había sucedido a Francisco en el trono, declaró la guerra en contra de Carlos I con la intención de retomar Italia y asegurar Francia, intentando romper la hegemonía de la Casa de Austria en Europa. En principio Francia tuvo éxito en su ofensiva contra Lorena, pero el intento de invasión francesa de Toscana en 1553 fracasó con su derrota en la batalla de Marciano. Carlos I abdicó en 1556, dividiendo el imperio de los Habsburgo entre Felipe II de España y Fernando I, y el teatro de operaciones militares cambió de Italia a Flandes cuando Felipe II, en alianza con Manuel Filiberto de Saboya, derrotó a los franceses en San Quintín en 1557.
La entrada de Inglaterra ese mismo año en la guerra, permitió a los franceses tomar Calais y atacar las posesiones españolas en los Países Bajos. Aun así, Francia se vio forzada a firmar la paz de Cateau-Cambrésis, en la que renunciaba a la reclamación de sus derechos sobre los territorios italianos.

## Consecuencias
Al término de las guerras italianas en 1559, España había conseguido asentarse como la primera potencia mundial, en detrimento de Francia. Los estados de Italia, que durante la Edad Media y el Renacimiento habían acumulado un poder desproporcionado a su pequeño tamaño, vieron reducido su peso político y militar al de potencias secundarias, desapareciendo algunos de ellos.
A esta serie de guerras le siguen las guerras de religión de Francia, donde España toma parte de manera activa.

## Las guerras italianas en la historiografía
La división entre los distintos conflictos que forman el conjunto de las guerras italianas nunca fue normalizada, variando según se los clasifique en función de las fechas en que tuvieron lugar, de los monarcas que participaron en ellas o de las causas que las motivaron. La complejidad del conjunto, dados los numerosos participantes, teatros, alianzas y traiciones, hace posible que algunos de los conflictos aquí mencionados puedan ser considerados como la suma de varios conflictos menores (o viceversa), provocando que distintos historiadores organicen el conjunto de distintas maneras.